# Station Hohenbrugg an der Raab
Station Hohenbrugg an der Raab is een spoorwegstation in de gemeente Hohenbrugg-Weinberg in de Oostenrijkse deelstaat Stiermarken.